# Phelipanche astragali
Phelipanche astragali är en snyltrotsväxtart som först beskrevs av Paul Mouterde, och fick sitt nu gällande namn av J. Holub. Phelipanche astragali ingår i släktet Phelipanche och familjen snyltrotsväxter. Inga underarter finns listade i Catalogue of Life.